# Heilig Hartkerk (Kruiseke)

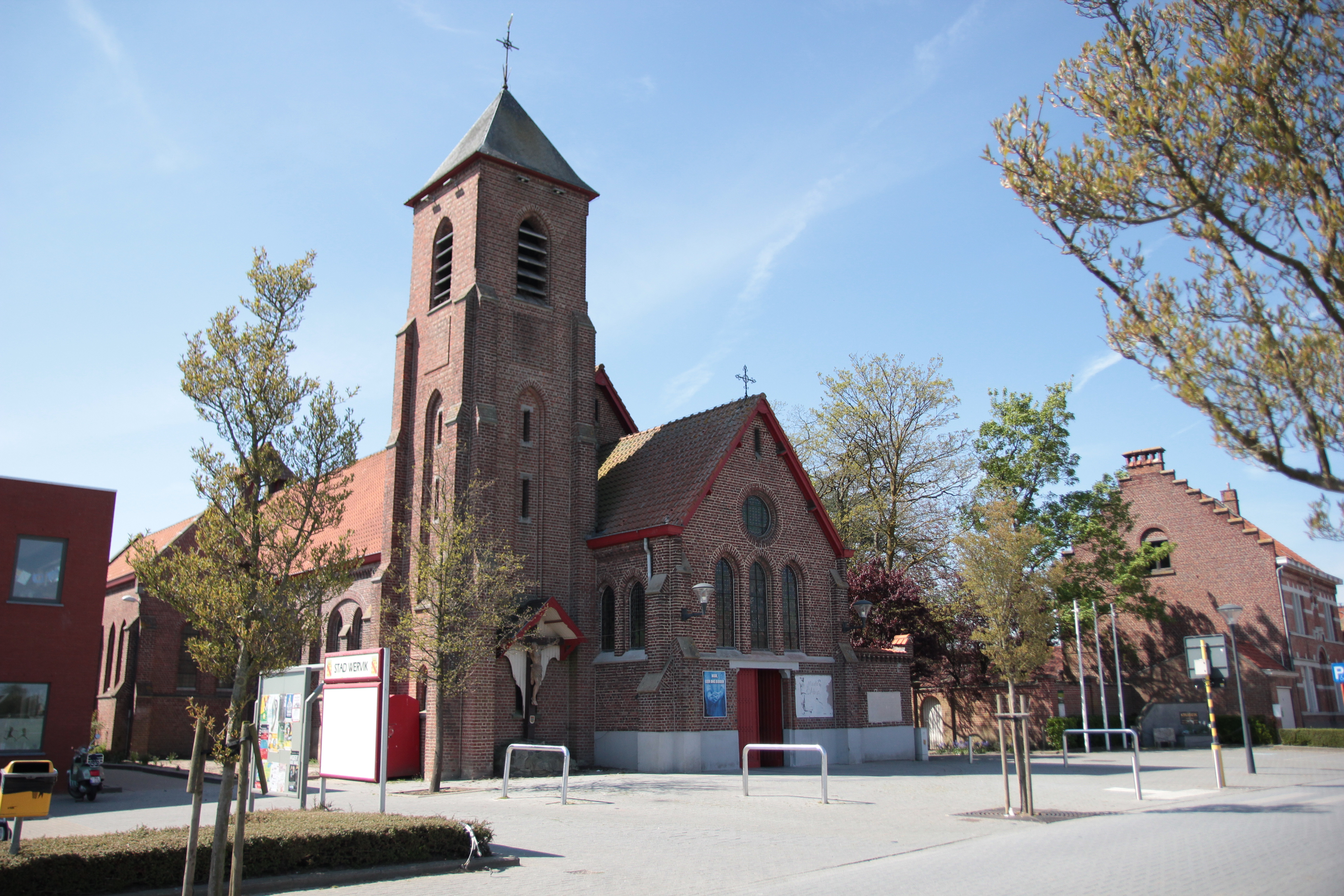
Heilig Hartkerk

De Heilig Hartkerk is de parochiekerk van de tot de West-Vlaamse gemeente Wervik behorende plaats Kruiseke, gelegen aan de Kruisekestraat.
Alvorens de parochie van Kruiseke werd opgericht, was het dorpje aangewezen op de parochiekerk van Ten Brielen.
Op deze plaats stond al een kerk die echter tijdens de Eerste Wereldoorlog werd verwoest. De kerk werd herbouwd in baksteen naar ontwerp van J. Bosschaert in neoromaanse stijl. Het is een naar het westen georiënteerde kerk met een aangebouwde zuidoosttoren die gedekt wordt door een tentdak. De achtergevel is van beton en op de top van de achtergevel bevindt zich een dakruiter.
In de kerk wordt de heilige Rita vereerd.